# André Baston contre le professeur Diziak
Pour plus de détails, voir Fiche technique et Distribution.
André Baston contre le professeur Diziak est un court métrage français réalisé par Laurent Ardoint, Stéphane Duprat et Florence Roux. Il a participé en 1994 au festival du film policier de Cognac. Thierry Roland y fait une apparition dans son propre rôle.

## Synopsis
André Baston, le superflic, cherche à retrouver le professeur Diziak, assassin de son coéquipier Lucien.

## Fiche technique
- Titre : André Baston contre le professeur Diziak
- Réalisation et scénario : Laurent Ardoint, Stéphane Duprat et Florence Roux
- Musique : Stéphane Duprat
- Photographie : Wilfrid Sempé
- Montage : Christine Tron
- Production : Serge Michel
- Pays d'origine :  France
- Langue : français
- Format : couleurs - 1,66:1 - 35 mm
- Genre : comédie policière
- Durée : 35 minutes

## Distribution
- Jan Rouiller : André Baston
- Laurence Ashley : Cynthia
- Philippe Laudenbach : Le chef
- Jacques Pater : Le professeur Diziak
- Arsène Jiroyan : Lucien
- Philippe Sfez : L'indic
- Albert Goldberg : Un garde
- Stéphane Duprat : Un garde
- Thierry Roland : Lui même